# Batalla de Osan
La batalla de Osan  —en coreano: 오산 전투— fue el primer enfrentamiento que se dio entre las fuerzas de Estados Unidos y Corea del Norte durante la guerra de Corea, el 5 de julio de 1950. La task force Smith, una fuerza operativa de 400 soldados de infantería apoyada por baterías, fue trasladada a Osan, al sur de Seúl, con órdenes de retrasar el avance de las fuerzas norcoreanas mientras llegasen más tropas para formar una línea defensiva fuerte al sur. Las fuerzas norteamericanas carecían de cañones y armamento antitanque, ya que estaban equipados con bazucas M9 y M9A1 de 60 mm y unos pocos cañones sin retroceso M18 de 57 mm. Aparte de un número limitado de proyectiles HEAT para el obús M101, las armas capaces de derrotar a los T-34 soviéticos no habían sido distribuidas al ejército en Corea.
En el primer encuentro, una columna de tanques T-34-85 norcoreanos sobrepasó a la task force y continuó su avance al sur. Luego de que los tanques rompieran con éxito las líneas enemigas, los estadounidenses abrieron fuego a unos 5000 soldados de infantería, impidiendo temporalmente su avance, aunque con una maniobra de flanco las tropas de Corea del Norte provocaron que el ejército de Estados Unidos se retire en competo desorden.

## Antecedentes

### Estallido de la guerra
La noche del 25 de junio de 1950, el Ejército Popular de Corea lanzó una invasión a gran escala a su vecino del sur. La fuerza de 89 000 hombres, diez divisiones, se movió en seis columnas y capturó por sorpresa al Ejército de la República de Corea, que fue completamente derrotado. El pequeño ejército surcoreano sufría de una falta general de organización y equipamiento, y no estaba preparado para la guerra. Numéricamente superiores, las fuerzas norcoreanas destruyeron la resistencia de los 38 000 hombres enemigos en el frente antes de que comenzaran a moverse hacia el sur. La mayor parte de los surcoreanos se retiraron iniciada la invasión. El 28 de junio, Corea del Norte capturó la ciudad de Seúl, lo que obligó al gobierno y ejército de Corea del Sur a retirarse a la zona austral de la península.
Para evitar el colapso de Corea del Sur, el Consejo de Seguridad de las Naciones Unidas votó a favor de enviar fuerzas militares a la península. La Séptima Flota de los Estados Unidos envió la task force 77, liderada por el portaviones clase Essex USS Valley Forge, y la Flota Oriental británica envió varios barcos, entre ellos el HMS Triumph para proporcionar apoyo aéreo y naval. A pesar de que las flotas bloquearon a Corea del Norte y lanzaron aeronaves para retrasar las fuerzas del ejército enemigo, estos esfuerzos no lograron detener el avance por parte del ejército norcoreano hacia el sur. El presidente Harry S. Truman envió a las tropas terrestres del país para complementar el apoyo aéreo. Sin embargo, la fuerza del ejército estadounidense en Extremo Oriente había disminuido constantemente desde el final de la Segunda Guerra Mundial, cinco años atrás, y la unidad más próxima era la 24.ª División de Infantería del VIII Ejército, establecido en Japón. Los recortes en el gasto militar por parte de Estados Unidos habían debilitado la división y el equipamiento ya era anticuado.
El comandante de la división, general William F. Dean, determinó que entre los tres regimientos de la 24.ª División, el 21.er Regimiento de Infantería era el mejor preparado para el combate. Dean decidió enviar el 1.er Batallón de Infantería del 21.er Regimiento porque su comandante, el teniente coronel Charles Bradford Smith, era el líder más experimentado por haber participado en la Batalla de Guadalcanal. Aviones de transporte Douglas C-54 Skymaster llevaron al batallón desde la guarnición de la división bajo el mando de Smith hacia Corea. El batallón se desplegó rápidamente para bloquear el avance de los norcoreanos y realizó una acción de contención mientras el resto de la división era trasladada a Corea del Sur por mar.

### Task Force Smith
Cuando llegue a Busan, diríjase a Daejeon. Queremos detener a los norcoreanos tan lejos de Busan como podamos. Bloquee la carretera principal lo más al norte posible. Haga contacto con el general Church. Si no puede encontrarlo, vaya a Daejeon y más allá si le es posible. Lo siento, no puedo darle más información, eso es todo lo que tengo ¡Buena suerte y que Dios lo bendiga a usted y a sus hombres!
— Órdenes del mayor general William F. Dean al coronel Smith

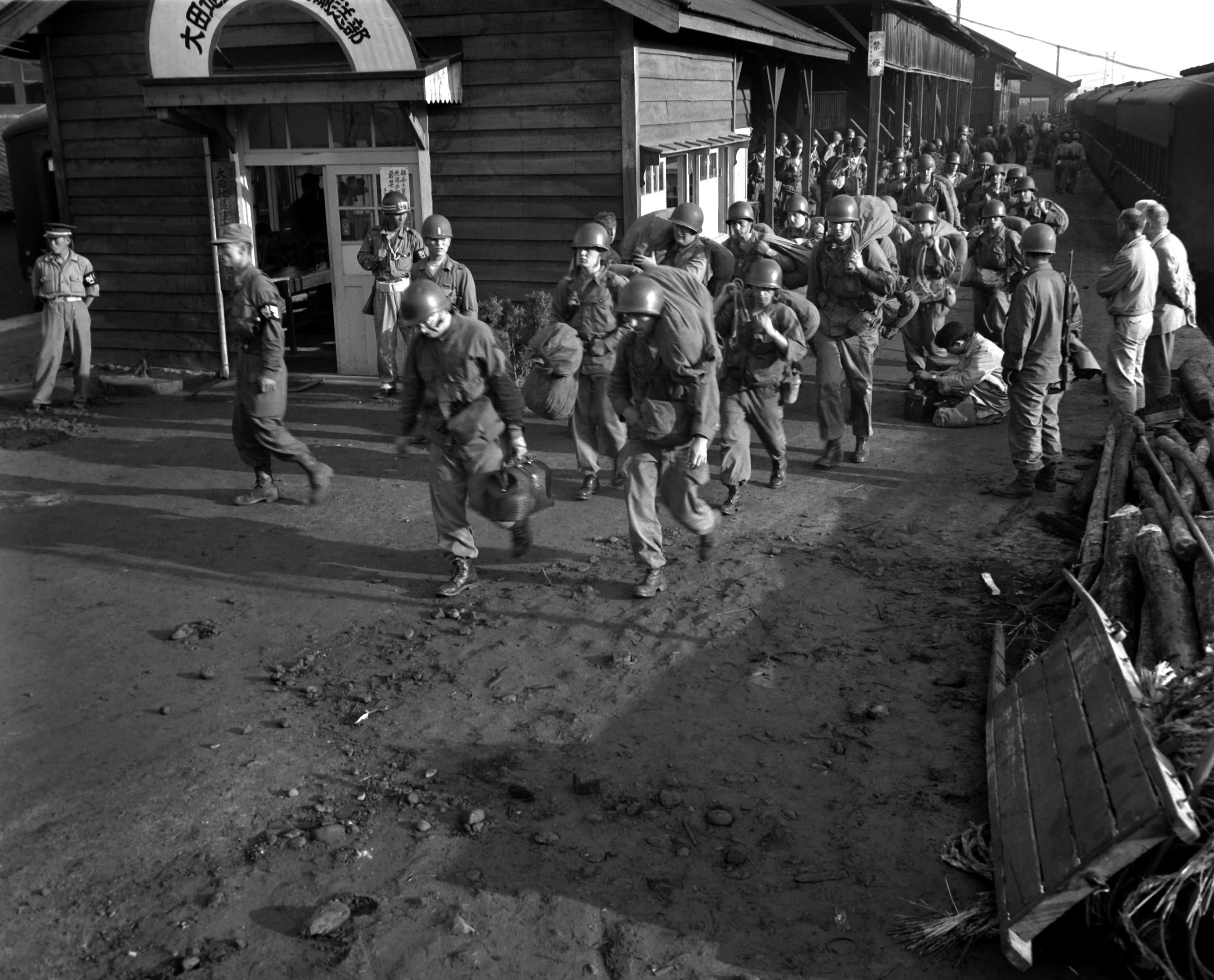
La task force Smith a su llegada a Corea del Sur.

Las primeras unidades de la 24.ª División de Infantería dejaron la Base Aérea de Itazuke en Japón el 30 de junio. La task force Smith, llamada así por su comandante, estaba compuesta por 406 hombres del 1.er Batallón del 21.er Regimiento de Infantería, así como 134 hombres de la Batería A del 52.º Batallón de Artillería de Campaña bajo el mando del teniente coronel Miller O. Perry. El grupo estaba pobremente equipado y con poca dotación: el 1.er Batallón del 21.er Regimiento tenía solo dos compañías de infantería (las compañías B y C), cuando un batallón normal tenía tres compañías. El batallón tenía solo la mitad de las tropas para su compañía de cuartel general, la mitad de un pelotón de comunicaciones y la mitad de un pelotón con armamento pesado, el que estaba equipado con seis bazucas M9A1 ya obsoletas, dos cañones sin retroceso de 75 mm, dos morteros M2 de 107 mm y cuatro morteros M2 de 60 mm. La mayor parte del equipo se había obtenido del 21.er Regimiento, ya escaso de capacidad. La Batería A, que era todo el apoyo de artillería disponible para la fuerza operativa, tenía seis obuses de 105 mm. Estos obuses estaban equipados con 1200 proyectiles de alto poder explosivo, pero incapaces de penetrar el blindaje de los tanques. A esta batería se le había entregado solo seis proyectiles HEAT, los cuales se asignaron al obús número seis ubicado en la parte delantera de la batería principal. La Batería A también tenía cuatro ametralladoras pesadas Browning M2 de 12.7 mm.
La mayoría de los soldados de la Smith eran adolescentes sin experiencia de combate y con solo ocho semanas de entrenamiento básico. Solo un tercio de los oficiales había tenido experiencia durante la Segunda Guerra Mundial, y solo 1/6 de los soldados alistados tenía experiencia de combate. Sin embargo, muchos de ellos se ofrecieron como voluntarios para unirse a la task force. Cada hombre tenía solamente 120 cartuchos de munición y dos días de raciones C.
Para el 1 de julio la task force arribó por completo a Corea del Sur y estableció brevemente su cuartel general en Daejeon. Prontamente el grupo comenzó a moverse hacia el norte en ferrocarril y camiones para enfrentarse con el ejército norcoreano. Esta fue la primera de varias pequeñas unidades estadounidenses enviadas a la península con la misión de resistir el «choque inicial» del avance norcoreano, para así retrasar a las unidades más grandes y ganar tiempo mientras llegaban más unidades estadounidenses a Corea. La misión era moverse tan lejos hacia el norte como se pudiera y comenzar a combatir a los norcoreanos para detener su avance, para que así el resto de la 24.ª División se mueva a Corea del Sur para reforzarla. El comandante de la 24.ª División, William F. Dean, le ordenó personalmente al coronel Smith detener a los norcoreanos a lo largo de la carretera hacia Suwon y «tan lejos de Busan como fuera posible».
Tres días más tarde, el 4 de julio, los hombres se atrincheraron en dos colinas ubicadas a lo largo del camino al norte de Osan, a 9.7 km al sur de Suwon y aproximadamente a 40 km al sur de Seúl. Estas colinas se elevaban a unos 91 m sobre el camino, así que tenían visibilidad hasta Suwon. El batallón estableció una línea de 1.6 km sobre las colinas y allí esperaron a enfrentarse con los norcoreanos que avanzaban. El grupo se ubicó a lo largo del camino con la infantería en las dos colinas, cinco de los obuses a 1.6 km detrás de la infantería y el sexto obús —con los proyectiles HEAT— a medio camino entre la infantería y los demás lanzaproyectiles. Las fuertes lluvias imposibilitaron el apoyo aéreo, por lo que Smith y Perry fijaron de antemano las coordenadas de tiro de la artillería, con la esperanza de que fuera igual de efectiva.

## La batalla

### Columnas de tanques
Alrededor de las 07:30 del 5 de julio, la task force Smith divisó una columna de ocho tanques T-34/85 norcoreanos pertenecientes al 107.o Regimiento de Tanques de la 105.a División Blindada dirigiéndose hacia el sur y hacia ellos. Las fuerzas norcoreanas, moviéndose hacia el sur desde Seúl, estaban persiguiendo a las fuerzas surcoreanas que retrocedían. A las 0816 la batería de artillería disparó sus primeros proyectiles contra los tanques norcoreanos que avanzaban. Los tanques, que se encontraban a alrededor de 2 km de la fuerza de infantería, fueron alcanzados con numerosos impactos de proyectiles de obuses de 105mm, pero no se vieron afectados. Cuando los tanques se acercaron a 700 metros se dispararon los cañones sin retroceso de 75mm, logrando impactos directos en los tanques de avanzada pero sin dañarlos. Mientras tanto los tanques norcoreanos fueron incapaces de localizar las armas estadounidenses y comenzaron a disparar sus cañones y ametralladoras sin apuntar.

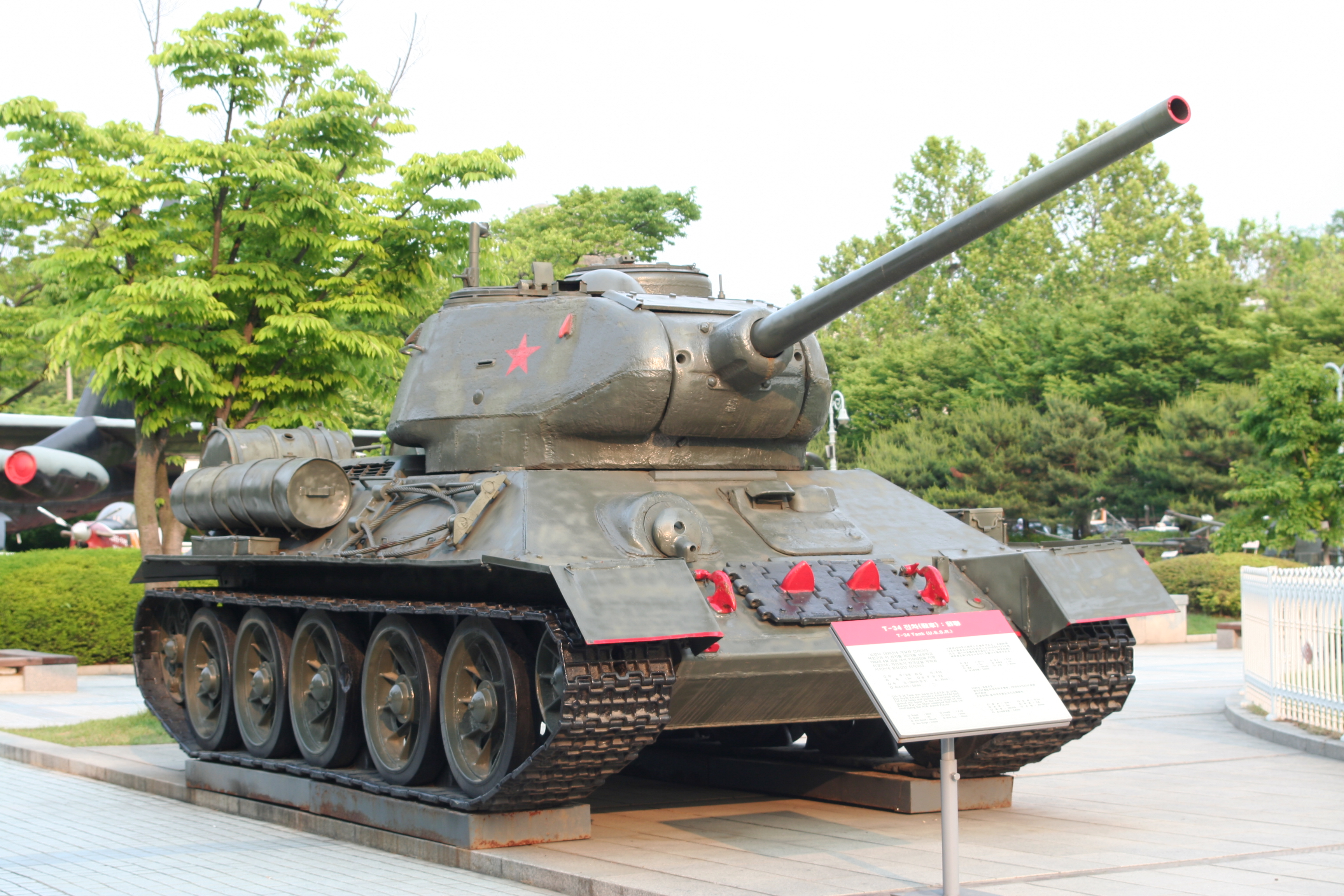
El tanque T-34 era el carro de combate estándar usado por el Ejército de Corea del Norte en el año 1950 y también estuvo presente en Osan.

Una vez que los tanques alcanzaron la línea de la infantería el subteniente Ollie Connor dispara aproximadamente 22 cohetes de 2,36 pulgadas (60 mm) a una distancia de 15 yd (14 m) usando su  bazuca M9A1. Algunos de estos cohetes fallaron en encenderse. Los restantes si lo hicieron y varios impactaron la placa de blindaje trasero de varios T-34, donde esta era más delgada. Sin embargo, las cabezas de guerra fallaron en penetrar el blindaje y los tanques norcoreanos continuaron su avance, ignorando el bloqueo del camino y avanzado por este. Los operados asumieron que el bloqueo del camino estaba ocupado por tropas surcoreanas y lo ignoraron suponiendo que no eran una amenaza seria. Cuando la columna de tanques apareció por sobre la parte superior del camino, el obús adelantado disparó sus proyectiles HEAT, dañando los dos primeros tanques e incendiando uno de ellos. Uno de los tripulantes del tanque incendiado emergió con una PPSh-41 y mató a un miembro de un nido de ametralladoras estadounidense antes de ser muerto; este estadounidense se convirtió en la primera baja de combate terrestre de la guerra de Corea. Posteriormente fue identificado, posiblemente en forma incorrecta, como Kenneth R. Shadrick. El obús, habiendo acabado su dotación de proyectiles HEAT, comenzó a disparar proyectiles de alto explosivo antes de ser destruido por el tercer T-34. Luego los tanques avanzaron, ignorando los disparos de obuses y bazucas estadounidenses. Las fuerzas estadounidenses lograron dar de baja a otro T-34 norcoreano cuando un proyectil de 105 mm le impactó y dañó sus orugas. Las orugas de los tanques T-34 cortaron los cables de comunicación entre la artillería y la infantería, aumentando la confusión. Perry fue herido en una pierna por el fuego de armas cortas de los norcoreanos cuando él estaba intentando que la tripulación del tanque dañado se rindiera. La artillería continuó disparando contra los tanques norcoreanos sin lograr ningún efecto.
Aproximadamente una hora más tarde una segunda columna de 25 tanques T-34 se aproximó a la Fuerza de Tareas. Esta segunda formación de T-34 avanzó con unidades aisladas o en pares y tríos, sin ninguna organización formal aparente. La batería de obuses hizo blanco en las orugas de otro tanque de esta columna, inhabilitándolo, y dañando a otros tres. Los tanques norcoreanos habían destruido el obús de avanzada (el número seis) y herido a uno de sus sirvientes, matando o hiriendo un estimado de veinte infantes, y destruido todos los vehículos estacionados detrás de la línea de infantería. En la posición principal de la batería uno de los cinco obuses de 105mm había sido ligeramente dañado por un impacto cercano. Varios de los hombres de la batería de artillería comenzaron a desertar de sus posiciones pero Perry logró convencer a la mayoría de que regresara. Aunque posteriormente Smith declaró que él creía que los proyectiles se habían deteriorado con el tiempo, la inefectividad de la bazuca de 60mm se había demostrado repetidamente durante la Segunda Guerra Mundial contra los blindados alemanes. Debido a los recortes de tiempos de paz la 24.a División de Infantería nunca recibió las bazucas de 3,5 pulgadas (89 mm) mejoradas con munición antitanque M28A2 HEAT, capaces de destruir los tanques soviéticos. Después de que los últimos tanques pasaron sus líneas, ninguna fuerza norcoreana fue vista por alrededor de una hora.

### Columna de infantería

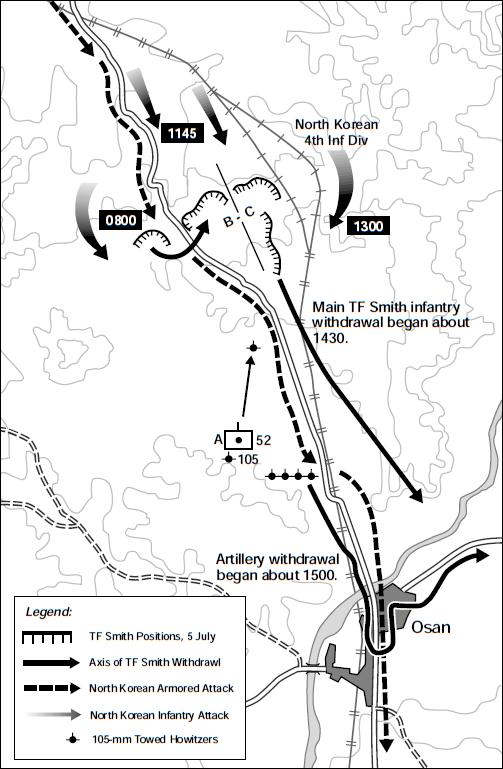
Mapa de la batalla de Osan.

Tres tanques más fueron avistados avanzando desde el norte alrededor de las 1100. Detrás de ellos iba una columna de camiones de 6 millas (10 km) de largo, transportando dos regimientos de infantería completos; el 16.o Regimiento de Infantería y el 18.o Regimiento de Infantería pertenecientes a la 4.a División de Infantería norcoreana, con un total de casi 5.000 soldados al mando del mayor general Lee Kwon Mu, que venían avanzado desde Seúl. Aparentemente la columna no estaba en comunicación con los tanques que la precedía y la infantería norcoreana no era consciente de la presencia de la fuerza estadounidense.
A las 1145, cuando la columna había avanzado hasta una distancia de 1000 yd (914,4 m) de los estadounidenses, Smith dio la orden de que la fuerza de tareas abriera fuego con todo lo que tenían. Los disparos de los morteros, ametralladoras, artillería y los fusiles destruyeron varios camiones, dispersando la columna. Los tres tanques que encabezaban la columna se movieron hasta una distancia de 300 metros de la Fuerza de Tareas Smith y abrieron fuego. Detrás de ellos, alrededor de 1.000 soldados se formaron en los campos de arroz ubicados al este del camino en un intento de rodear a las fuerzas estadounidenses pero fueron repelidas. Smith intentó ordenar que su artillería dispara contra la fuerza norcoreana pero los mensajeros fueron incapaces de regresar a las posiciones de la artillería de campaña, y por lo tanto se asumió que habían sido destruidas por los tanques. 45 minutos más tarde otra fuerza de flanqueo se formó al oeste del camino, forzando a Smith a retirar un pelotón hacia el lado este del camino. Poco después la infantería estadounidense comenzó a recibir fuego de los morteros y artillería norcoreanos.

### Retirada estadounidense
La Fuerza de Tareas Smith logró mantener sus líneas por tres horas, pero a las 1430 Smith ordenó la retirada, con las municiones agotándose y con las comunicaciones interrumpidas. En ese momento las fuerzas norcoreanas se estaban moviendo en ambos flancos de la fuerza estadounidense y hacia la parte trasera de la formación. Smith ordenó una retirada ordenada de la fuerza una unidad a la vez, permitiendo al resto de la fuerza ser cubierta a la medida que se retiraba. La compañía C retrocedió, seguida por los médicos estadounidense, el cuartel general y finalmente la compañía B. Sin embargo el 2.o Pelotón Compañía B, no recibió la orden de retirada. Cuando el pelotón descubrió que estaba solo, era demasiado tarde para una retirada ordenada y no podía mover a sus heridos lo suficientemente rápido. El pelotón dejó la mayoría de su equipo en sus posiciones, el cual fue capturado por los norcoreanos. La mayoría de los supervivientes fueron capaces de escapar al cautiverio pero una cantidad de soldados heridos que necesitaban ser llevados en camilla fueron dejados atrás junto con personal sanitario. Más tarde se encontró que los heridos estadounidenses habían sido muertos en el lugar en sus camillas; nunca se volvió a saber del personal sanitario. Posteriormente un oficial norcoreano relató al historiador John Toland que las fuerzas estadounidenses durante la batalla parecían "demasiado asustadas para combatir".

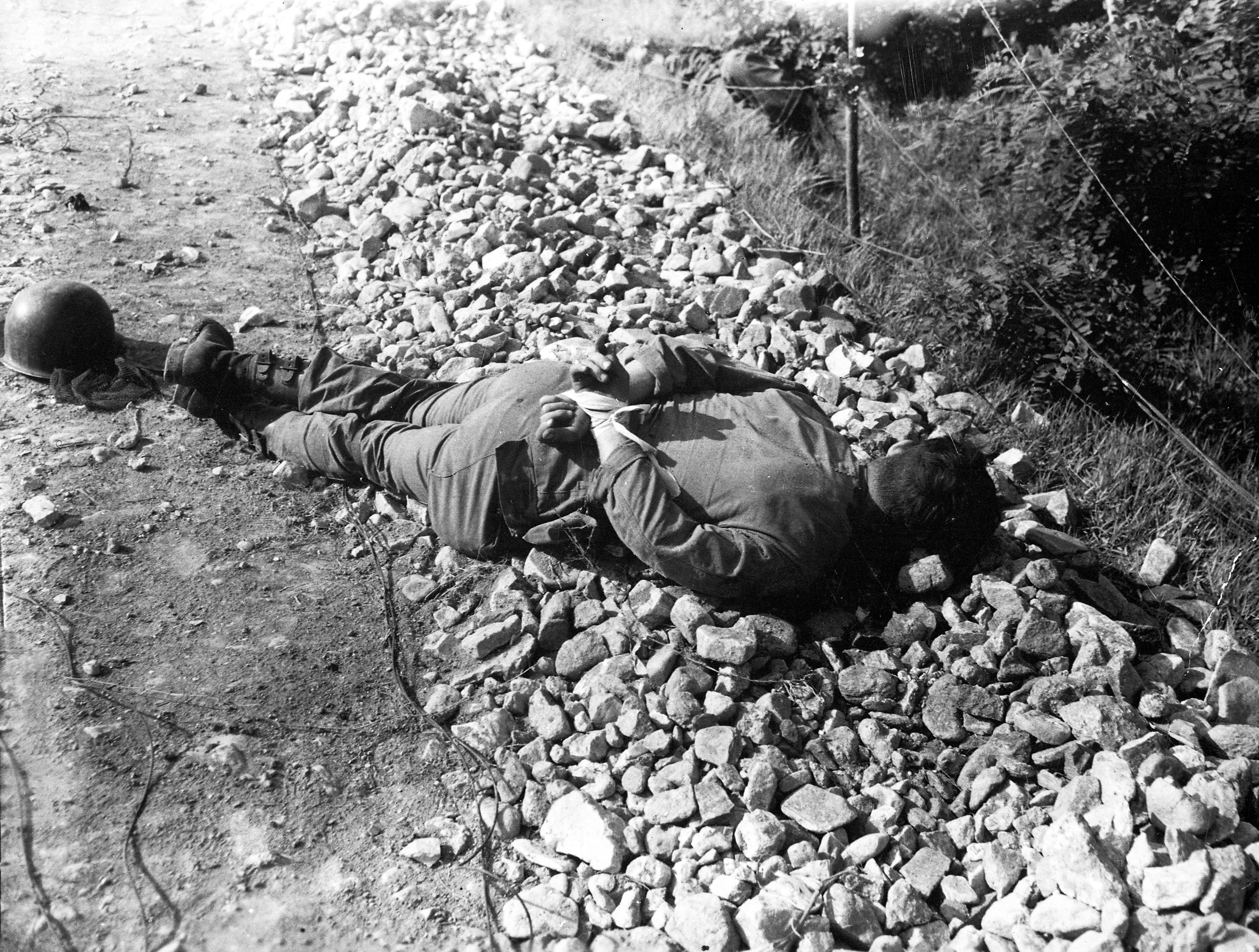
Soldado del 21.er Regimiento de Infantería, 24.a División, capturado y ejecutado por las fuerzas norcoreanas, 1950

La retirada rápidamente se desordenó en una huida confusa y desorganizada. La Fuerza de Tareas Smith sufrió la mayoría de sus bajas durante esta retirada ya que sus soldados estaban expuestos al fuego del enemigo. Los miembros supervivientes de la Fuerza de Tareas Smith alcanzaron la posición de la Batería A. Los artilleros incapacitaron los cinco obuses restantes removiendo sus miras y bloque de la recámara y se retiraron a pie en buen orden con los restos de la Fuerza de Tareas hacia el norte de las afueras de Osan, donde la mayoría de los vehículos de transporte de la unidad estaban escondidos y que se encontraban intactos. Los vehículos, sin ser molestados por las fuerzas norcoreanas, se dirigieron hacia Pyeongtaek y Cheonan, recogiendo rezagados a lo largo del camino, y finalmente uniéndose a las unidades de la 24.a División de Infantería que había establecido una segunda línea de defensa.
250 soldados de la Fuerza de Tareas Smith habían regresado a las líneas estadounidenses antes del anochecer, con otros aproximadamente 150 muertos, heridos o perdidos. La mayoría de los otros rezagados encontraron su camino de regreso a las líneas estadounidenses en los siguientes días. Los últimos rezagados del 2.o Pelotón Compañía B llegaron a Chonan cinco días más tarde, solo 30 minutos antes de que llegara el ejército norcoreano. En la cuenta inicial, la Fuerza de Tareas Smith sufrió 20 muertos en combate, 130 heridos en combate o desaparecidos en combate, y alrededor de 36 capturados. Después del final de guerra esta cifra fue revisada y cambió a 60 muertos, 21 heridos y 82 capturados, 32 de los cuales murieron en cautiverio. El primero de los soldados en ser informado como muerto fue Kenneth R. Shadrick. Estas cifras son el 40 por ciento de la Fuerza de Tareas Smith. Posteriormente las tropas estadounidenses que avanzaban hacia el norte durante la ofensiva de ruptura del perímetro de Pusan encontrarían una serie de tumbas poco profundas que contenían los cuerpos de varios soldados de la 24.a División de Infantería. Todos ellos habían sido muertos con un disparo en la nuca, con sus manos atadas por detrás de la espalda con cable de comunicaciones. Las bajas norcoreanas fueron aproximadamente de 42 muertos y 85 heridos, con cuatro tanques destruidos o inmovilizados. El avance norcoreano fue retrasado aproximadamente siete horas.

## Consecuencias

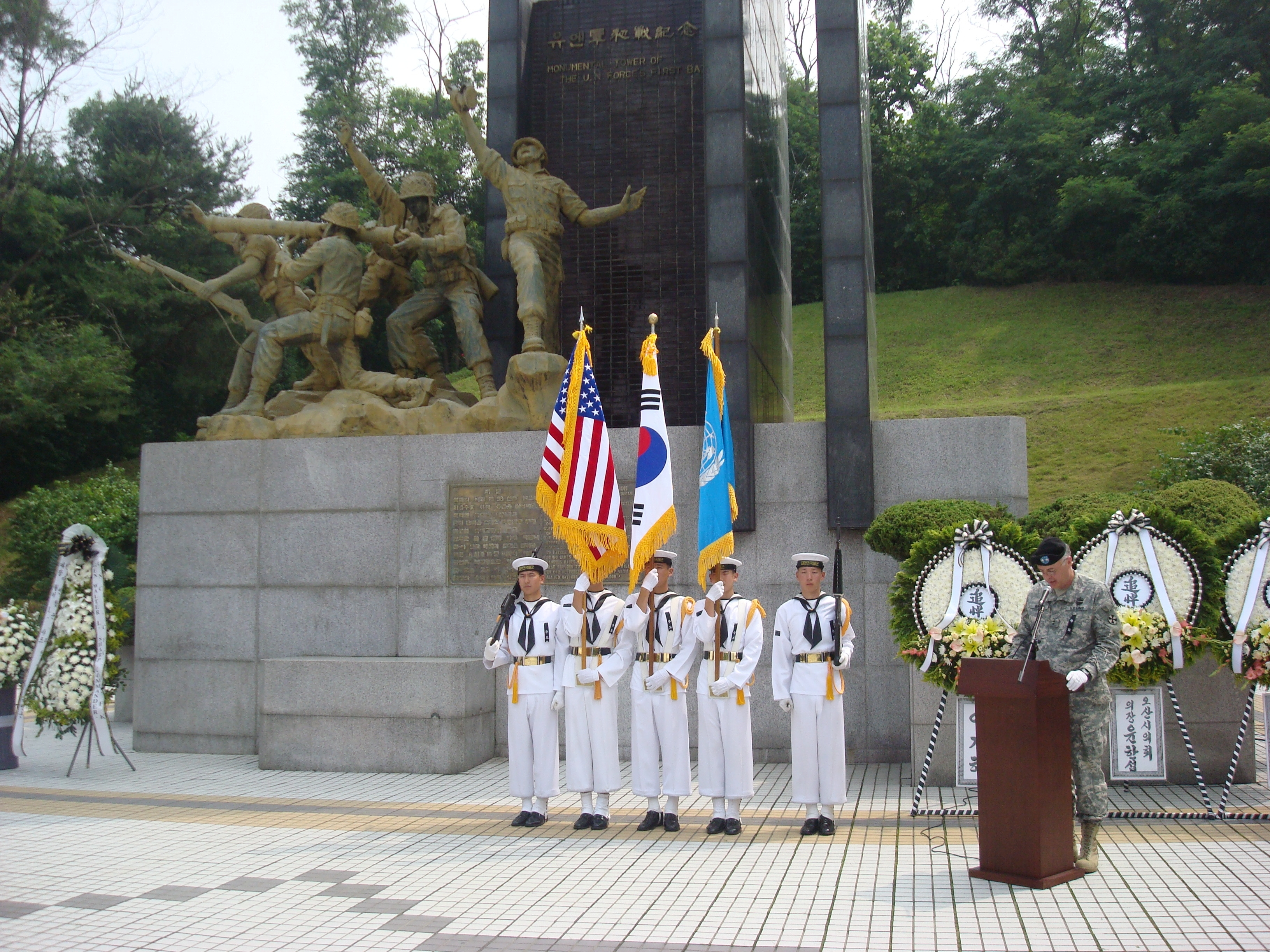
Marineros surcoreanos formados al frente del memorial a la Fuerza de Tareas Smith en Osan.

La batalla de Osan fue la primera acción terrestre estadounidense de la guerra. El combate mostró que las fuerzas estadounidenses se encontraban débiles y sin preparación para la guerra; el equipo obsoleto era insuficiente para combatir a los tanques norcoreanos y las unidades pobremente entrenadas y sin experiencia no eran capaces de igualar a las mejor entrenadas tropas norcoreanas – aunque la diferencia en la cantidad de tropas enfrentadas ciertamente tuvo un profundo efecto sobre el resultado de esta y las futuras batallas. Las tropas estadounidenses sin disciplina abandonaban sus posiciones en forma prematura, dejando su equipo y heridos para que fueran capturados por las tropas norcoreanas. Smith también dijo que él sentía que había permanecido demasiado tiempo en su posición, permitiendo que las tropas norcoreanas rodearan su fuerza y causaran fuertes bajas cuando retrocedieron. Estas debilidades también actuarían contra otras unidades estadounidenses durante el siguiente mes a medida que las tropas norcoreanas las hicieron retroceder aún más.
Aunque la Fuerza de Tareas Smith fue derrotada fuertemente esta logró su misión al retrasar el avance de las fuerzas norcoreanas por varias horas. Durante la batalla el 34.o Regimiento de Infantería de la 24.a División de Infantería fue capaz de posicionarse en Pyeongtaek, a 15 mi (24 km) al sur. Este sería derrotado similarmente en la Batalla de Pyongtaek. Durante el siguiente mes la 24.a División de Infantería combatiría numerosos encuentros con resultados similares. Dentro de una semana, la 24.a División de Infantería había sido empujada retrocediendo hasta Taejon donde nuevamente fue derrotada en la Batalla de Taejon. Los norcoreanos, aplastando a las fuerzas estadounidenses una y otra vez, fueron capaces de empujar al Octavo ejército todo el camino hasta llegar a Pusan, donde la Batalla del Perímetro de Pusan culminaría con la eventual derrota del Ejército de Corea del Norte.
Tres meses más tarde, el 19 de septiembre, Osan sería el lugar donde las fuerzas estadounidenses y de las Naciones Unidas bajo el mando del Octavo ejército, avanzando desde el sur, ser reunirían con las fuerzas del X Cuerpo, avanzando desde el norte después de haber sorprendido a los norcoreanos con los desembarcos en Incheon, cuando las dos fuerzas se encontraban a la ofensiva haciendo retroceder a los norcoreanos, lo que culminaría en una completa derrota del Ejército de Corea del Norte en el sur.
En los años siguientes a la guerra de Corea el Ejército de Estados Unidos usó las áreas en Japón donde la Fuerza de Tareas Smith había entrenado como un memorial. También un monumento a la Fuerza de Tareas Smith fue construido en el campo de batalla de Osan, donde se lleva a cabo una conmemoración anual de la Batalla de Osan organizada por el Octavo ejército, que aún hoy en día está acuartelado en Corea del Sur. El 16 de julio de 2010, 60 años después de la Batalla de Osan, los líderes del Octavo ejército, en conjunto con autoridades gubernamentales, hablaron acerca de la Fuerza de Tareas Smith y describieron el combate como "los disparos iniciales de una guerra de ideas que aún existe hoy en día". En el 61.er aniversario, otra ceremonia fue realizada en conjunto por militares estadounidenses y políticos de Osan para recordar a la fuerza de tareas.